# Chonas-l'Amballan
Chonas-l'Amballan és un municipi francès situat al departament de la Isèra i a la regió d'Alvèrnia-Roine-Alps. L'any 2007 tenia 1.508 habitants.

## Demografia

### Població
El 2007 la població de fet de Chonas-l'Amballan era de 1.508 persones. Hi havia 523 famílies de les quals 75 eren unipersonals (22 homes vivint sols i 53 dones vivint soles), 136 parelles sense fills, 255 parelles amb fills i 57 famílies monoparentals amb fills.
La població ha evolucionat segons el següent gràfic:
Habitants censats

### Habitatges
El 2007 hi havia 571 habitatges, 533 eren l'habitatge principal de la família, 19 eren segones residències i 19 estaven desocupats. 548 eren cases i 22 eren apartaments. Dels 533 habitatges principals, 466 estaven ocupats pels seus propietaris, 49 estaven llogats i ocupats pels llogaters i 18 estaven cedits a títol gratuït; 10 tenien dues cambres, 33 en tenien tres, 150 en tenien quatre i 341 en tenien cinc o més. 487 habitatges disposaven pel capbaix d'una plaça de pàrquing. A 153 habitatges hi havia un automòbil i a 364 n'hi havia dos o més.

### Piràmide de població
La piràmide de població per edats i sexe el 2009 era:
| Homes | Edats   | Dones |
| ----- | ------- | ----- |
| 0     | 95 o +  | 0     |
| 0     | 90 a 94 | 4     |
| 0     | 85 a 89 | 8     |
| 8     | 80 a 84 | 8     |
| 20    | 75 a 79 | 8     |
| 12    | 70 a 74 | 32    |
| 28    | 65 a 69 | 28    |
| 28    | 60 a 64 | 36    |
| 44    | 55 a 59 | 24    |
| 40    | 50 a 54 | 52    |
| 68    | 45 a 49 | 48    |
| 40    | 40 a 44 | 60    |
| 56    | 35 a 39 | 36    |
| 52    | 30 a 34 | 64    |
| 8     | 25 a 29 | 20    |
| 24    | 20 a 24 | 8     |
| 56    | 15 a 19 | 44    |
| 40    | 10 a 14 | 48    |
| 40    | 5 a 9   | 56    |
| 52    | 0 a 4   | 16    |

## Economia
El 2007 la població en edat de treballar era de 991 persones, 740 eren actives i 251 eren inactives. De les 740 persones actives 699 estaven ocupades (386 homes i 313 dones) i 41 estaven aturades (9 homes i 32 dones). De les 251 persones inactives 82 estaven jubilades, 102 estaven estudiant i 67 estaven classificades com a «altres inactius».

### Ingressos
El 2009 a Chonas-l'Amballan hi havia 555 unitats fiscals que integraven 1.574,5 persones, la mediana anual d'ingressos fiscals per persona era de 22.688 €.

### Activitats econòmiques
Dels 73 establiments que hi havia el 2007, 1 era d'una empresa alimentària, 2 d'empreses de fabricació d'altres productes industrials, 19 d'empreses de construcció, 12 d'empreses de comerç i reparació d'automòbils, 2 d'empreses de transport, 7 d'empreses d'hostatgeria i restauració, 2 d'empreses d'informació i comunicació, 3 d'empreses financeres, 4 d'empreses immobiliàries, 13 d'empreses de serveis, 6 d'entitats de l'administració pública i 2 d'empreses classificades com a «altres activitats de serveis».
Dels 19 establiments de servei als particulars que hi havia el 2009, 1 era un taller de reparació d'automòbils i de material agrícola, 6 paletes, 1 guixaire pintor, 5 fusteries, 1 electricista, 1 perruqueria, 3 restaurants i 1 agència immobiliària.
Dels 6 establiments comercials que hi havia el 2009, 1 era un supermercat, 1 una fleca, 1 una botiga de mobles i 3 drogueries.
L'any 2000 a Chonas-l'Amballan hi havia 17 explotacions agrícoles que ocupaven un total de 396 hectàrees.

## Equipaments sanitaris i escolars
El 2009 hi havia una escola elemental.

## Poblacions més properes
El següent diagrama mostra les poblacions més properes.